# ان‌جی‌سی ۱۳۶
ان‌جی‌سی ۱۳۶ (به انگلیسی: NGC 136) یک خوشه ستاره‌ای باز است که در صورت فلکی ذات‌الکرسی قرار دارد.